# Шарль ле Гофік
Шарль ле Гоффік (фр. Charles Le Goffic; 14 липня 1863, Ланьйон, Бретань, Франція — 12 лютого 1932) — французький поет, письменник, драматург, літературний критик, історик, член Французької академії (з 1930).
Син видавця та книготорговця, від якого успадкував смак до літератури. Здобувши освіту — вчительував у Еврі, Невірі та Гаврі.
У 1886 році разом з Моріс Баррес заснував літературний журнал «Les Chroniques», і опублікував цілу низку книг віршів, романів і п'єс, критичних досліджень творчості Расіна, поезії та літератури XIX століття.
Віце-президент Бретонської регіональної Спілки, заснованої в 1898 році.
22 травня 1930 року був обраний до Французької академії, крісло № 12.
Похований у м. Трегастель у Бретані.